# Licin (Licin)
Licin is een bestuurslaag in het regentschap Banyuwangi van de provincie Oost-Java, Indonesië. Licin telt 3845 inwoners (volkstelling 2010).